# San Miguel (Leyte)
San Miguel é um município de  quarta classe de renda municipal (d) na província Leyte, nas Filipinas. De acordo com o censo de 1 de maio  de  2020 possui uma população de 19 753 pessoas e 4 677 domicílios.